# Danh sách cầu thủ tham dự Giải vô địch bóng đá nữ châu Âu 2005
Dưới đây là danh sách các cầu thủ tham dự Giải vô địch bóng đá nữ châu Âu 2005.

## Bảng A

### Đan Mạch
Huấn luyện viên:  Peter Bonde

| Số | VT | Cầu thủ                 | Ngày sinh (tuổi)            | Trận | Bàn | Câu lạc bộ              |
| -- | -- | ----------------------- | --------------------------- | ---- | --- | ----------------------- |
| 1  | TM | Tine Cederkvist         | 21 tháng 3, 1979 (26 tuổi)  |      |     | Brøndby IF              |
| 2  | HV | Bettina Falk            | 31 tháng 3, 1981 (24 tuổi)  |      |     | Brøndby IF              |
| 3  | HV | Katrine Pedersen (c)    | 13 tháng 4, 1977 (28 tuổi)  |      |     | IF Fløya                |
| 4  | HV | Gitte Andersen          | 28 tháng 4, 1977 (28 tuổi)  |      |     | Brøndby IF              |
| 5  | HV | Mariann Gajhede Knudsen | 16 tháng 11, 1984 (20 tuổi) |      |     | Fortuna Hjørring        |
| 6  | TV | Louise Hansen           | 4 tháng 5, 1975 (30 tuổi)   |      |     | FFC Frankfurt           |
| 7  | TV | Cathrine Sørensen       | 14 tháng 6, 1978 (26 tuổi)  |      |     | Brøndby IF              |
| 8  | TĐ | Stine Kjær Jensen       | 15 tháng 10, 1979 (25 tuổi) |      |     | Brøndby IF              |
| 9  | TĐ | Lene Jensen             | 17 tháng 3, 1976 (29 tuổi)  |      |     | IK Skovbakken           |
| 10 | TV | Anne Dot Eggers Nielsen | 6 tháng 11, 1975 (29 tuổi)  |      |     | Brøndby IF              |
| 11 | TĐ | Merete Pedersen         | 30 tháng 6, 1973 (31 tuổi)  |      |     | Torres Calcio Femminile |
| 12 | HV | Dorte Dalum Jensen      | 3 tháng 7, 1978 (26 tuổi)   |      |     | Asker Fotball           |
| 13 | TĐ | Johanna Rasmussen       | 2 tháng 7, 1983 (21 tuổi)   |      |     | Fortuna Hjørring        |
| 14 | TV | Cecilie Pedersen        | 19 tháng 3, 1983 (22 tuổi)  |      |     | Brøndby IF              |
| 15 | TĐ | Tanja Christensen       | 22 tháng 3, 1985 (20 tuổi)  |      |     | Fortuna Hjørring        |
| 16 | TM | Mette Bjerg             | 24 tháng 2, 1976 (29 tuổi)  |      |     | Horsens SIK             |
| 17 | TĐ | Nanna Mølbach Johansen  | 19 tháng 11, 1986 (18 tuổi) |      |     | IK Skovbakken           |
| 18 | HV | Mia Olsen               | 15 tháng 10, 1981 (23 tuổi) |      |     | Brøndby IF              |
| 19 | TV | Helle Nielsen           | 17 tháng 2, 1982 (23 tuổi)  |      |     | Vejle BK                |
| 20 | TM | Stina Lykke Petersen    | 9 tháng 2, 1986 (19 tuổi)   |      |     | Odense BK               |

### Anh
Huấn luyện viên:  Hope Powell

| Số | VT | Cầu thủ         | Ngày sinh (tuổi)            | Trận | Bàn | Câu lạc bộ              |
| -- | -- | --------------- | --------------------------- | ---- | --- | ----------------------- |
| 1  | TM | Jo Fletcher     | 31 tháng 12, 1980 (24 tuổi) |      |     | Birmingham City         |
| 2  | HV | Alex Scott      | 14 tháng 10, 1984 (20 tuổi) |      |     | Birmingham City         |
| 3  | HV | Rachel Unitt    | 5 tháng 6, 1982 (23 tuổi)   |      |     | Everton                 |
| 4  | TV | Katie Chapman   | 15 tháng 6, 1982 (22 tuổi)  |      |     | Charlton Athletic       |
| 5  | HV | Faye White (c)  | 2 tháng 2, 1978 (27 tuổi)   |      |     | Arsenal                 |
| 6  | HV | Mary Phillip    | 14 tháng 3, 1977 (28 tuổi)  |      |     | Arsenal                 |
| 7  | TĐ | Jody Handley    | 12 tháng 3, 1979 (26 tuổi)  |      |     | Everton                 |
| 8  | TV | Fara Williams   | 25 tháng 1, 1984 (21 tuổi)  |      |     | Everton                 |
| 9  | TĐ | Amanda Barr     | 2 tháng 5, 1982 (23 tuổi)   |      |     | Birmingham City         |
| 10 | TV | Emily Westwood  | 5 tháng 4, 1984 (21 tuổi)   |      |     | Wolves                  |
| 11 | TĐ | Rachel Yankey   | 1 tháng 11, 1979 (25 tuổi)  |      |     | Birmingham City         |
| 12 | TV | Kelly Smith     | 29 tháng 10, 1978 (26 tuổi) |      |     | Arsenal                 |
| 13 | TM | Rachel Brown    | 2 tháng 7, 1980 (24 tuổi)   |      |     | Everton                 |
| 14 | TĐ | Karen Carney    | 1 tháng 8, 1987 (17 tuổi)   |      |     | Birmingham City         |
| 15 | HV | Casey Stoney    | 13 tháng 5, 1982 (23 tuổi)  |      |     | Charlton Athletic       |
| 16 | TV | Vicky Exley     | 22 tháng 10, 1975 (29 tuổi) |      |     | Doncaster Rovers Belles |
| 17 | TV | Anita Asante    | 27 tháng 4, 1985 (20 tuổi)  |      |     | Arsenal                 |
| 18 | TĐ | Eniola Aluko    | 21 tháng 2, 1987 (18 tuổi)  |      |     | Birmingham City         |
| 19 | TV | Lindsay Johnson | 8 tháng 5, 1980 (25 tuổi)   |      |     | Everton                 |
| 20 | TM | Leanne Hall     | 19 tháng 5, 1980 (25 tuổi)  |      |     | Fulham                  |

### Phần Lan
Huấn luyện viên:  Michael Käld

| Số | VT | Cầu thủ               | Ngày sinh (tuổi)            | Trận | Bàn | Câu lạc bộ        |
| -- | -- | --------------------- | --------------------------- | ---- | --- | ----------------- |
| 1  | TM | Satu Kunnas           | 3 tháng 9, 1977 (27 tuổi)   |      |     | FC United         |
| 2  | HV | Petra Vaelma          | 11 tháng 5, 1982 (23 tuổi)  |      |     | FC United         |
| 3  | TV | Jessica Julin         | 6 tháng 12, 1978 (26 tuổi)  |      |     | Umeå IK           |
| 4  | HV | Sanna Valkonen (c)    | 12 tháng 12, 1977 (27 tuổi) |      |     | Umeå IK           |
| 5  | HV | Tiina Salmén          | 3 tháng 8, 1978 (26 tuổi)   |      |     | HJK Helsinki      |
| 6  | HV | Eveliina Sarapää      | 29 tháng 9, 1976 (28 tuổi)  |      |     | HJK Helsinki      |
| 7  | TV | Anne Mäkinen          | 1 tháng 2, 1976 (29 tuổi)   |      |     | Umeå IK           |
| 8  | TV | Minna Mustonen        | 26 tháng 7, 1977 (27 tuổi)  |      |     | FC United         |
| 9  | TĐ | Laura Kalmari         | 27 tháng 5, 1979 (26 tuổi)  |      |     | Djurgården/Älvsjö |
| 10 | TV | Anna-Kaisa Rantanen   | 10 tháng 2, 1978 (27 tuổi)  |      |     | Linköpings FC     |
| 11 | TĐ | Heidi Kackur          | 31 tháng 10, 1978 (26 tuổi) |      |     | Göteborgs FC      |
| 12 | TM | Virva Junkkari        | 14 tháng 10, 1977 (27 tuổi) |      |     | HJK Helsinki      |
| 13 | TĐ | Jessica Thorn         | 6 tháng 12, 1981 (23 tuổi)  |      |     | HJK Helsinki      |
| 14 | HV | Heidi Ahonen          | 25 tháng 3, 1984 (21 tuổi)  |      |     | FC Espoo          |
| 15 | TV | Sanna Malaska         | 6 tháng 4, 1983 (22 tuổi)   |      |     | HJK Helsinki      |
| 16 | HV | Terhi Uusi-Luomalahti | 20 tháng 2, 1974 (31 tuổi)  |      |     | FC Espoo          |
| 17 | TĐ | Linda Lindqvist       | 3 tháng 1, 1980 (25 tuổi)   |      |     | FC Espoo          |
| 18 | TĐ | Sanna Talonen         | 15 tháng 6, 1984 (20 tuổi)  |      |     | FC Honka          |
| 19 | TĐ | Heidi Lindström       | 15 tháng 11, 1981 (23 tuổi) |      |     | HJK Helsinki      |
| 20 | TM | Noora Matikainen      | 1 tháng 9, 1980 (24 tuổi)   |      |     | FC Espoo          |

### Thụy Điển
Huấn luyện viên:  Marika Domanski-Lyfors
| Số | Vt | Cầu thủ             | Ngày sinh (tuổi)            | Số trận | Câu lạc bộ              |
| -- | -- | ------------------- | --------------------------- | ------- | ----------------------- |
| 1  | TM | Caroline Jönsson    | 22 tháng 11, 1977 (27 tuổi) | 63      | Malmö FF                |
| 2  | HV | Karolina Westberg   | 16 tháng 5, 1978 (27 tuổi)  | 108     | Umeå IK                 |
| 3  | HV | Jane Törnqvist      | 9 tháng 5, 1975 (30 tuổi)   | 101     | Djurgården/Älvsjö       |
| 4  | HV | Hanna Marklund      | 26 tháng 11, 1977 (27 tuổi) | 87      | Sunnanå SK              |
| 5  | HV | Kristin Bengtsson   | 12 tháng 1, 1970 (35 tuổi)  | 149     | Djurgården/Älvsjö       |
| 6  | TV | Malin Moström       | 1 tháng 8, 1975 (29 tuổi)   | 96      | Umeå IK                 |
| 7  | HV | Sara Larsson        | 13 tháng 5, 1975 (30 tuổi)  | 53      | Linköpings FC           |
| 8  | TV | Frida Östberg       | 10 tháng 12, 1977 (27 tuổi) | 34      | Umeå IK                 |
| 9  | TV | Malin Andersson (c) | 4 tháng 5, 1973 (32 tuổi)   | 148     | Malmö FF                |
| 10 | TĐ | Hanna Ljungberg     | 8 tháng 1, 1979 (26 tuổi)   | 105     | Umeå IK                 |
| 11 | TĐ | Victoria Svensson   | 18 tháng 5, 1975 (30 tuổi)  | 107     | Djurgården/Älvsjö       |
| 12 | TM | Hedvig Lindahl      | 28 tháng 4, 1983 (22 tuổi)  | 10      | Linköpings FC           |
| 13 | TĐ | Lotta Schelin       | 27 tháng 2, 1984 (21 tuổi)  | 14      | Kopparbergs/Göteborg FC |
| 14 | TV | Maria Karlsson      | 14 tháng 5, 1983 (22 tuổi)  | 5       | Linköpings FC           |
| 15 | TV | Therese Sjögran     | 8 tháng 4, 1977 (28 tuổi)   | 86      | Malmö FF                |
| 16 | TV | Caroline Seger      | 19 tháng 3, 1985 (20 tuổi)  | 4       | Linköpings FC           |
| 17 | TV | Anna Sjöström       | 23 tháng 4, 1977 (28 tuổi)  | 50      | Umeå IK                 |
| 18 | TM | Maja Åström         | 14 tháng 12, 1982 (22 tuổi) | 1       | Djurgården/Älvsjö       |
| 19 | HV | Anna Paulson        | 29 tháng 2, 1984 (21 tuổi)  | 1       | Umeå IK                 |
| 20 | TĐ | Josefine Öqvist     | 23 tháng 7, 1985 (19 tuổi)  | 25      | Linköpings FC           |

## Bảng B

### Pháp
Huấn luyện viên:  Élisabeth Loisel

| Số | VT | Cầu thủ                  | Ngày sinh (tuổi)            | Trận | Bàn | Câu lạc bộ |
| -- | -- | ------------------------ | --------------------------- | ---- | --- | ---------- |
| 1  | TM | Sandrine Capy            | 19 tháng 1, 1969 (36 tuổi)  |      |     |            |
| 2  | HV | Sabrina Viguier          | 4 tháng 1, 1981 (24 tuổi)   |      |     |            |
| 3  | HV | Peggy Provost            | 19 tháng 9, 1977 (27 tuổi)  |      |     |            |
| 4  | HV | Laura Georges            | 20 tháng 8, 1984 (20 tuổi)  |      |     |            |
| 5  | HV | Corinne Diacre           | 4 tháng 8, 1974 (30 tuổi)   |      |     |            |
| 6  | TV | Sandrine Soubeyrand      | 16 tháng 8, 1973 (31 tuổi)  |      |     |            |
| 7  | TV | Stéphanie Mugneret-Béghé | 22 tháng 3, 1974 (31 tuổi)  |      |     |            |
| 8  | TV | Sonia Bompastor (c)      | 8 tháng 6, 1980 (24 tuổi)   |      |     |            |
| 9  | TĐ | Marinette Pichon         | 26 tháng 11, 1975 (29 tuổi) |      |     |            |
| 10 | TĐ | Candie Herbert           | 4 tháng 6, 1977 (28 tuổi)   |      |     |            |
| 11 | HV | Sandrine Dusang          | 23 tháng 3, 1984 (21 tuổi)  |      |     |            |
| 12 | TV | Camille Abily            | 5 tháng 12, 1984 (20 tuổi)  |      |     |            |
| 13 | HV | Anne-Laure Casseleux     | 13 tháng 1, 1984 (21 tuổi)  |      |     |            |
| 14 | TV | Louisa Nécib             | 23 tháng 1, 1987 (18 tuổi)  |      |     |            |
| 15 | TĐ | Élodie Thomis            | 13 tháng 8, 1986 (18 tuổi)  |      |     |            |
| 16 | TM | Céline Deville           | 24 tháng 1, 1982 (23 tuổi)  |      |     |            |
| 17 | TV | Marie-Ange Kramo         | 20 tháng 2, 1979 (26 tuổi)  |      |     |            |
| 18 | TĐ | Hoda Lattaf              | 24 tháng 9, 1985 (19 tuổi)  |      |     |            |
| 19 | TV | Élise Bussaglia          | 29 tháng 2, 1984 (21 tuổi)  |      |     |            |
| 20 | TM | Sarah Bouhaddi           | 17 tháng 10, 1986 (18 tuổi) |      |     |            |

### Đức
Huấn luyện viên:  Tina Theune-Meyer

| Số | VT | Cầu thủ            | Ngày sinh (tuổi)            | Trận | Bàn | Câu lạc bộ |
| -- | -- | ------------------ | --------------------------- | ---- | --- | ---------- |
| 1  | TM | Silke Rottenberg   | 25 tháng 1, 1972 (33 tuổi)  |      |     |            |
| 2  | HV | Kerstin Stegemann  | 29 tháng 9, 1977 (27 tuổi)  |      |     |            |
| 3  | HV | Sonja Fuss         | 5 tháng 11, 1978 (26 tuổi)  |      |     |            |
| 4  | HV | Stephanie Jones    | 22 tháng 12, 1972 (32 tuổi) |      |     |            |
| 5  | HV | Sarah Günther      | 25 tháng 1, 1983 (22 tuổi)  |      |     |            |
| 6  | TĐ | Inka Grings        | 31 tháng 10, 1978 (26 tuổi) |      |     |            |
| 7  | TV | Pia Wunderlich     | 26 tháng 1, 1975 (30 tuổi)  |      |     |            |
| 8  | TĐ | Sandra Smisek      | 3 tháng 7, 1977 (27 tuổi)   |      |     |            |
| 9  | TĐ | Birgit Prinz (c)   | 25 tháng 10, 1977 (27 tuổi) |      |     |            |
| 10 | TV | Renate Lingor      | 11 tháng 10, 1975 (29 tuổi) |      |     |            |
| 11 | TĐ | Anja Mittag        | 16 tháng 5, 1985 (20 tuổi)  |      |     |            |
| 12 | TM | Ursula Holl        | 26 tháng 6, 1982 (22 tuổi)  |      |     |            |
| 13 | HV | Sandra Minnert     | 7 tháng 4, 1973 (32 tuổi)   |      |     |            |
| 14 | TV | Britta Carlson     | 3 tháng 3, 1978 (27 tuổi)   |      |     |            |
| 15 | TM | Nadine Angerer     | 10 tháng 11, 1978 (26 tuổi) |      |     |            |
| 16 | TV | Conny Pohlers      | 16 tháng 11, 1978 (26 tuổi) |      |     |            |
| 17 | HV | Ariane Hingst      | 25 tháng 7, 1979 (25 tuổi)  |      |     |            |
| 18 | TV | Kerstin Garefrekes | 4 tháng 9, 1979 (25 tuổi)   |      |     |            |
| 19 | TV | Navina Omilade     | 3 tháng 11, 1981 (23 tuổi)  |      |     |            |
| 20 | TĐ | Petra Wimbersky    | 9 tháng 11, 1982 (22 tuổi)  |      |     |            |

### Ý
Huấn luyện viên:  Carolina Morace

| Số | VT | Cầu thủ             | Ngày sinh (tuổi)            | Trận | Bàn | Câu lạc bộ |
| -- | -- | ------------------- | --------------------------- | ---- | --- | ---------- |
| 1  | TM | Carla Brunozzi      | 20 tháng 4, 1976 (29 tuổi)  |      |     |            |
| 2  | TV | Giulia Domenichetti | 29 tháng 4, 1984 (21 tuổi)  |      |     |            |
| 3  | TV | Tatiana Zorri       | 19 tháng 10, 1977 (27 tuổi) |      |     |            |
| 4  | TV | Sara Di Filippo     | 29 tháng 6, 1982 (22 tuổi)  |      |     |            |
| 5  | HV | Elisabetta Tona     | 22 tháng 1, 1984 (21 tuổi)  |      |     |            |
| 6  | HV | Giulia Perelli      | 23 tháng 4, 1982 (23 tuổi)  |      |     |            |
| 7  | TĐ | Chiara Gazzoli      | 21 tháng 8, 1978 (26 tuổi)  |      |     |            |
| 8  | TV | Damiana De Iana     | 26 tháng 6, 1970 (34 tuổi)  |      |     |            |
| 9  | TĐ | Patrizia Panico (c) | 8 tháng 2, 1975 (30 tuổi)   |      |     |            |
| 10 | TV | Elisa Camporese     | 16 tháng 3, 1984 (21 tuổi)  |      |     |            |
| 11 | TĐ | Ilaria Pasqui       | 13 tháng 12, 1979 (25 tuổi) |      |     |            |
| 12 | TM | Michela Cupido      | 2 tháng 5, 1978 (27 tuổi)   |      |     |            |
| 13 | HV | Gioia Masia         | 22 tháng 1, 1977 (28 tuổi)  |      |     |            |
| 14 | HV | Valentina Lanzieri  | 21 tháng 6, 1984 (20 tuổi)  |      |     |            |
| 15 | HV | Viviana Schiavi     | 1 tháng 9, 1982 (22 tuổi)   |      |     |            |
| 16 | HV | Elena Ficarelli     | 16 tháng 7, 1980 (24 tuổi)  |      |     |            |
| 17 | TĐ | Melania Gabbiadini  | 18 tháng 8, 1983 (21 tuổi)  |      |     |            |
| 18 | TĐ | Pamela Conti        | 4 tháng 4, 1982 (23 tuổi)   |      |     |            |
| 19 | TV | Valentina Boni      | 14 tháng 3, 1983 (22 tuổi)  |      |     |            |
| 20 | TM | Chiara Marchitelli  | 4 tháng 5, 1985 (20 tuổi)   |      |     |            |

### Na Uy
Huấn luyện viên:  Bjarne Berntsen

| Số | VT | Cầu thủ                  | Ngày sinh (tuổi)            | Trận | Bàn | Câu lạc bộ |
| -- | -- | ------------------------ | --------------------------- | ---- | --- | ---------- |
| 1  | TM | Bente Nordby             | 23 tháng 7, 1974 (30 tuổi)  |      |     |            |
| 2  | HV | Giulia Domenichetti      | 29 tháng 4, 1984 (21 tuổi)  |      |     |            |
| 3  | HV | Ane Stangeland           | 2 tháng 6, 1980 (25 tuổi)   |      |     |            |
| 4  | HV | Gunhild Følstad          | 3 tháng 11, 1981 (23 tuổi)  |      |     |            |
| 5  | HV | Siri Nordby              | 4 tháng 8, 1978 (26 tuổi)   |      |     |            |
| 6  | HV | Marit Christensen        | 11 tháng 12, 1980 (24 tuổi) |      |     |            |
| 7  | TV | Trine Rønning            | 14 tháng 6, 1982 (22 tuổi)  |      |     |            |
| 8  | TV | Solveig Gulbrandsen      | 12 tháng 1, 1981 (24 tuổi)  |      |     |            |
| 9  | TĐ | Isabell Herlovsen        | 23 tháng 6, 1988 (16 tuổi)  |      |     |            |
| 10 | TV | Unni Lehn                | 7 tháng 6, 1977 (27 tuổi)   |      |     |            |
| 11 | HV | Maritha Kaufmann         | 2 tháng 1, 1981 (24 tuổi)   |      |     |            |
| 12 | TM | Ingrid Hjelmseth         | 10 tháng 4, 1980 (25 tuổi)  |      |     |            |
| 13 | TM | Christine Colombo Nilsen | 30 tháng 4, 1982 (23 tuổi)  |      |     |            |
| 14 | TĐ | Dagny Mellgren (c)       | 19 tháng 6, 1976 (28 tuổi)  |      |     |            |
| 15 | HV | Tone Heimlund            | 24 tháng 5, 1985 (20 tuổi)  |      |     |            |
| 16 | TĐ | Kristin Blystad-Bjerke   | 7 tháng 7, 1980 (24 tuổi)   |      |     |            |
| 17 | HV | Marianne Paulsen         | 20 tháng 5, 1985 (20 tuổi)  |      |     |            |
| 18 | TV | Marie Knutsen            | 31 tháng 8, 1982 (22 tuổi)  |      |     |            |
| 19 | TĐ | Stine Frantzen           | 29 tháng 1, 1984 (21 tuổi)  |      |     |            |
| 20 | TĐ | Lise Klaveness           | 19 tháng 4, 1981 (24 tuổi)  |      |     |            |